# CKD0A型內燃機車
CKD0A型柴油機車，由中国中车大连机车车辆有限公司製造，是港鐵的柴油機車車款之一，由港鐵公司擁有和使用，目前主要作為東鐵綫及屯馬綫的工程車，以及用作調車及牽引維修車輛用途（本型機車的啟用，亦使本來需從羅湖編組站借用機車的大圍車廠，首次擁有專屬的柴油機車）。而自2017年中屯馬綫路軌貫通後，其中兩列本型機車亦開始投入沙田至中環綫的路軌、電力及訊號系統鋪設工程。
至於東鐵線將會使用的同款機車，原訂會在2020年9月12日伴隨新訊號系統一併啟用，但由於新系統軟件出現問題並需時修正，故最後該等機車延至2021年2月21日才投入服務（而新訊號系統於同月6日起啟用）。此前，由於羅湖編組站需要騰空以接收按原定船期抵港的東鐵綫現代列車，所有未啟用機車暫存於沙田貨場。

## 概述
這款機車由大连机车车辆有限公司設計和製造，是一款柴電機車，最高營運速度為80km / h，為雙司機室內走廊框架式承載結構，搭載一副美國卡特彼勒製造的C32型柴油引擎，可滿足美國2011EPA（US）Tier 4或EU StageⅢB排放標準，牽引功率為830kW。此外，港鐵內燃機車還採用主輔發電機組配高速柴油機，不僅節省機車空間，更提高了車輛的可靠性及可維護性。該車全負荷噪音要求70分貝，比內地機車78分貝的噪音標準有大幅提升。
值得一提的是，此等機車僅配備SelTrac CBTC或Trainguard MT其中一種訊號系統的軟件包。因此，在一般情況下，東鐵綫及屯馬綫的同款機車不能混合使用。此外，CKD0A機車車頭亦分為兩端，當中I端面向金鐘/屯門方向，而II端為羅湖/落馬洲/烏溪沙方向。